# Hedysarum
Genre
Classification APG II (2003)
Hedysarum est un genre de plantes à fleurs de la famille des Fabaceae. Ce sont des plantes herbacées. Certaines espèces sont appelées Sainfoin.

## Liste des espèces
- Hedysarum boutignyanum - Sainfoin de Boutigny
- Hedysarum boveanum
- Hedysarum brigantiacum
- Hedysarum grandiflorum Pall.
- Hedysarum hedysaroides
- Hedysarum mackenzei, toxique

Selon ITIS (13 déc. 2016) :
- Hedysarum alpinum L.
- Hedysarum arcticum B. Fedtsch.
- Hedysarum biebersteinii Chrtková
- Hedysarum boreale Nutt.
- Hedysarum candidum M. Bieb.
- Hedysarum coronarium L., synonyme Sulla coronaria (L.), Sainfoin d'Italie ou sainfoin d'Espagne
- Hedysarum cyprium Boiss.
- Hedysarum flexuosum L.
- Hedysarum fruticosum Pall.
- Hedysarum humile L.
- Hedysarum multijugum Maxim.
- Hedysarum occidentale Greene
- Hedysarum scoparium Fisch. & C.A. Mey.
- Hedysarum spinosissimum L.
- Hedysarum sulphurescens Rydb.
- Hedysarum tauricum Pall. ex Willd.
- Hedysarum varium Willd.
- Hedysarum vicioides Turcz.

## Illustrations

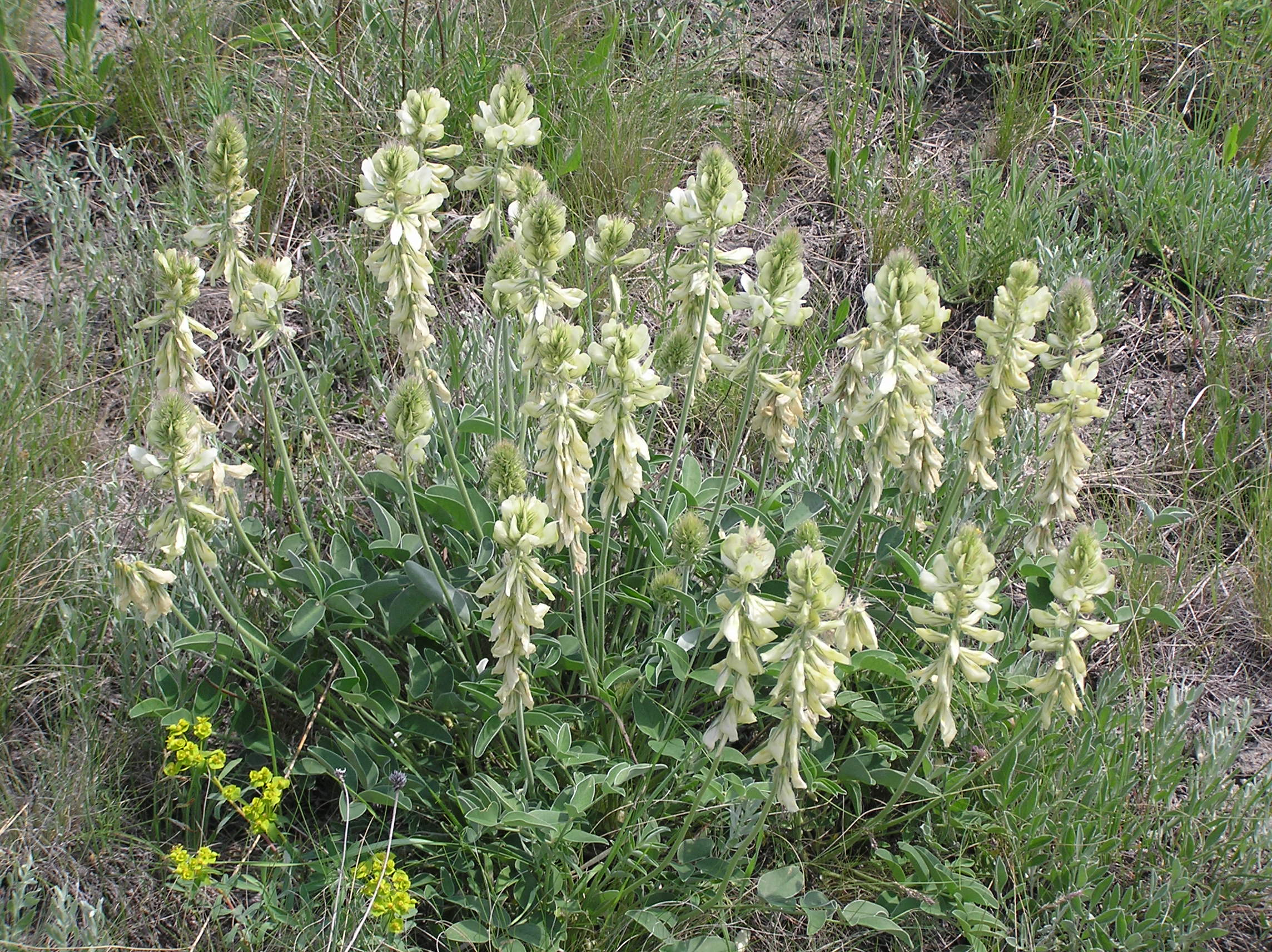
Hedysarum grandiflorum en fleurs dans la région de Saratov (Russie).
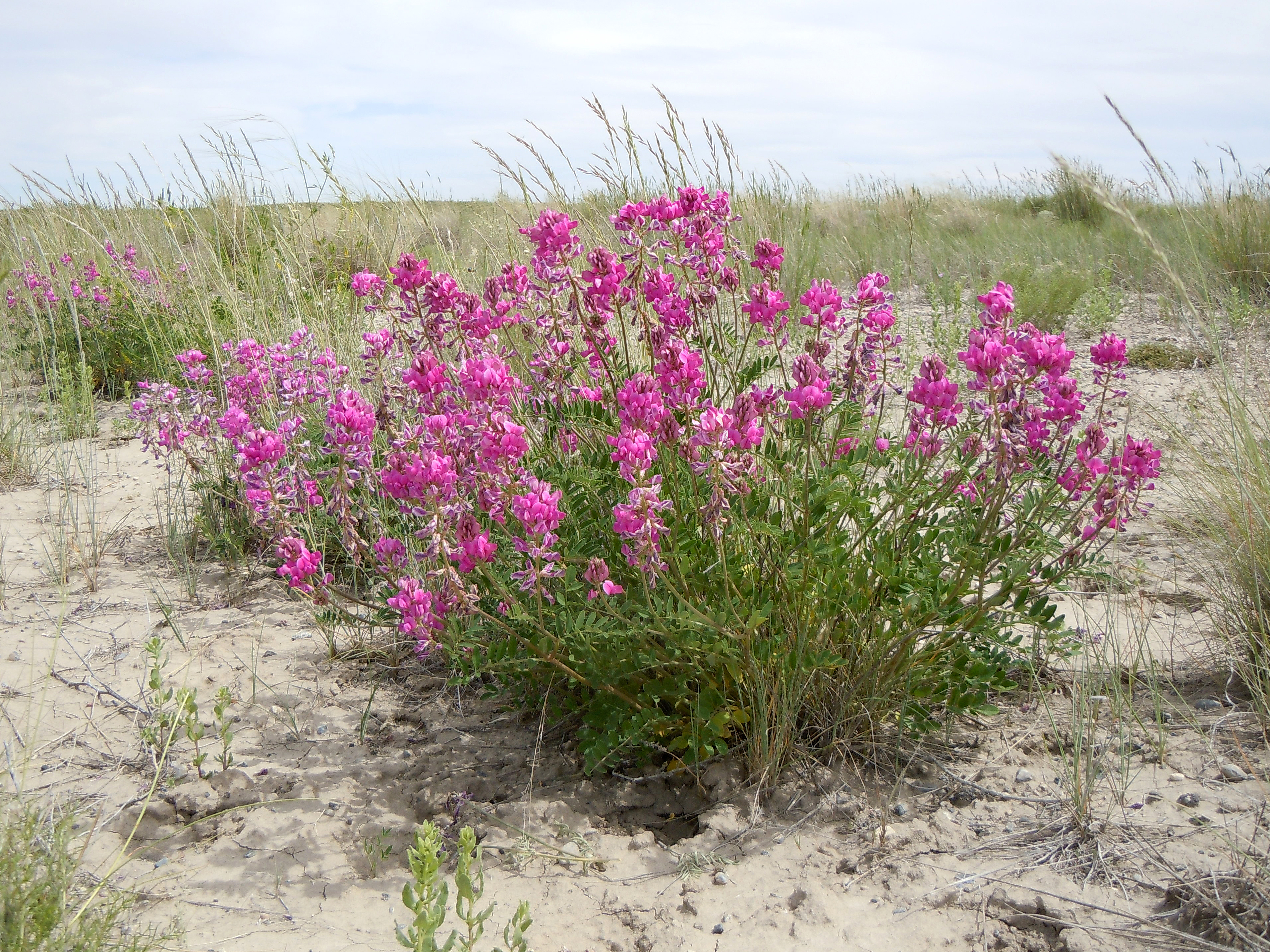
Hedysarum boreale dans l'Idaho (États-Unis).